# Letucha filipínská
Letucha filipínská (Cynocephalus volans), lokálně známá jako kagwang, je jedním ze dvou druhů letuch. Kromě toho je jediným druhem rodu Cynocephalus. Oba druhy letuch se řadí do nadřádu Euarchonta, který zahrnuje tany a primáty, stejně jako vyhynulý řád Plesiadapiformes.

## Popis
Letucha filipínská váží v průměru 1 až 1,7 kg a dorůstá délky 14 až 17 cm. Vykazuje pohlavní dimorfismus, samice jsou o něco větší než samci. Má širokou hlavu a čenich s robustní čelistí, malýma ušima a velkýma očima s fotoreceptorovými úpravami uzpůsobenými na noční způsob života. Tyto velké oči umožňují vynikající vidění, které letucha používá k přesnému skákání a plachtění ze stromu na strom.

## Areál rozšíření
Letucha filipínská je endemický druh jižních Filipín. Její populace je soustředěna na ostrovy Mindanao a Bohol. Obývá hustě zalesněné oblasti, kde se vyskytuje převážně vysoko v korunách stromů v primárních nebo sekundárních nížinných a horských lesích, někdy na kokosových a kaučukových plantážích, málokdy slézá na zem. 

## Potrava
Letucha filipínská je býložravá, žere hlavně mladé listy stromů a občas měkké ovoce, květiny a rostlinné výhonky. Významné množství vody získává lízáním mokrých listů a z konzumovaných rostlin a plodů

## Rozmnožování
Samice letuchy filipínské po dvou měsících březosti obvykle rodí jedno, někdy dvě mláďata. Mláďata se rodí nevyvinutá a bezmocná, po narození se přichytí k břichu matky do vaku vytvořeného z její ocasní membrány. Po 6 měsících jsou odstavena a opustí matčino patagium. Pohlavní dospělosti dosahují ve dvou až třech letech věku. K páření obvykle dochází v období mezi lednem a březnem.